# Požár v Malém Trianonu
Požár v Malém Trianonu (v německém originále Feuer in Klein-Trianon) je opera, autorským žánrovým označením „tragická operní hra“, o jednom dějství českoněmeckého skladatele Eduarda (svobodného pana von) Chiariho na libreto Beatrice Dovské. Poprvé byla uvedena 29. února 1924 Spojenými německými divadly v budově Německého divadla (nyní Divadla Reduta) v Brně.

## Vznik a historie díla
Požár v Malém Trianonu je – vedle oper Plášť Panny Marie (Brno 1926) a neprovedené Die Stürmerin – výsledkem spolupráce skladatele Eduarda Chiariho a vídeňské spisovatelky a herečky Beatrice Dovské (vl. jm. Beatrix Olga Theresia Drewikowský, provdaná svobodná paní von Vay, 1866-1923). Všechna tato díla spojují reálný historický námět se symbolistickými rysy. V případě Požáru Malého Trianonu, i když se jedná primárně o obvyklý námět manželské žárlivosti (typický pro verismus), je požár ovčárny symbolem skutečné lidské vášně ve srovnání s povrchní rokokovou hravostí a milostnými pletkami a současně předobrazem revoluce, která svět, jak jej postavy opery znají, smete pouhý rok po ději, který je autory situován do roku 1788. Rovněž Chiari využil ve zpracování kontrast, který libreto nabízelo, mezi hudbou „galantního stylu“ napodobující rokokové pastorální hry (dva menuety, barkarola) a vášněmi vyjádřenými novoromantickými až veristickými prostředky; wagnerovskou techniku práce s hudebními tématy za účelem dramatické výstavby nechává Chiari v této opeře stranou.

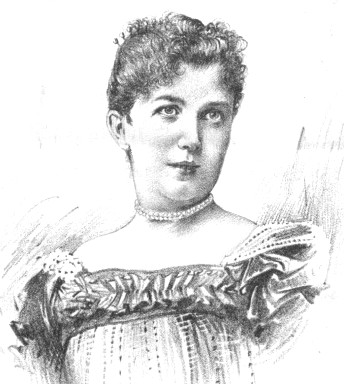
Libretistka opery Požár v Malém Trianonu Betrice Dovsky

Požár v Malém Trianonu byl při premiéře uveden spolu s populární operní aktovkou Zuzančino tajemství Ermanna Wolfa-Ferrariho a činoherní komediální aktovkou Lotčiny narozeniny Ludwiga Thomy. Chiariho druhá uvedená opera měla relativní – dle listu Nordmährischer Grenzbote z Chiariho rodného Šumperka „neobyčejný“ – úspěch. Při premiéře „novinka vyvolala v plném sále dlouhý, neutuchající ohlas, při kterém mohl přítomný skladatel se zpěváky a později sám asi tucetkrát předstoupit na jevištní rampu“, do konce sezony 1923/24 se konalo 7 představení. Díky komornímu obsazení se mohla hrát i ve skromném působišti německé brněnské opery v dnešním divadle Reduta (hlavní budova, nynější Mahenovo divadlo, byla německému souboru k dispozici jen omezeně). 
Ohlas v tisku však byl příznivý, ale nikoli nadšený. Brněnský list Tagesbote přiznal libretistce „kouzelné umění účinné libretistiky“, ale oheň, který zapaluje, „nás zahřál stejně málo jako zpěváky na jevišti“. U skladatele vyzdvihoval jeho zručnost: „technicky vyzrále ovládá svůj malý orchestr s jasnou obratností“. Připomínal, že Chiari „není žádný straník nejnovější moderny, pořád si cení melodie a rytmu jako vítané záminky“. Brněnský dopisovatel vídeňského listu Der Humorist označil Požár v Malém Trianonu jednak jako „stylově odpovídající rokokovou operu“, jednak jako „extrémní příběh, hudbou ještě silněji podtržený“.
O jediné další uvedení se postarali 25. a 26. října 2024 šumperští ochotníci pod taktovkou E. Lamberga, v kombinaci s Leoncavallovými Komedianty. Recenzent Nordmährischer Grenzbote při té příležitosti oceňoval v libretu „vysoce dramatický děj“ a v hudbě „snadno a přirozeně prýštící nápady, svěží tok melodie a neustále pulzující život“. Obdivoval rovněž Chiariho instrumentační umění a vedení zpěvních hlasů. I on potvrdil, že Chiari sleduje „vlastní umělecké impulsy“ „dosti bez zřetele na panující směry moderních skladatelů“, a že tato opera je „z hudebnědramatického hlediska vypracována v mírném pokroku“.

## Osoby a první obsazení
| osoba                      | hlasový obor | premiéra (29. února 1924) |
| -------------------------- | ------------ | ------------------------- |
| Markýz Folquet             | tenor        | Josef Schöffel            |
| Markýza Josiane            | soprán       | Stephanie Bruck-Zimmer    |
| Tanečníci v pastorální hře |              |                           |
| Dirigent: Körner           |              |                           |
| Režie: Eugen Guth          |              |                           |

## Děj opery

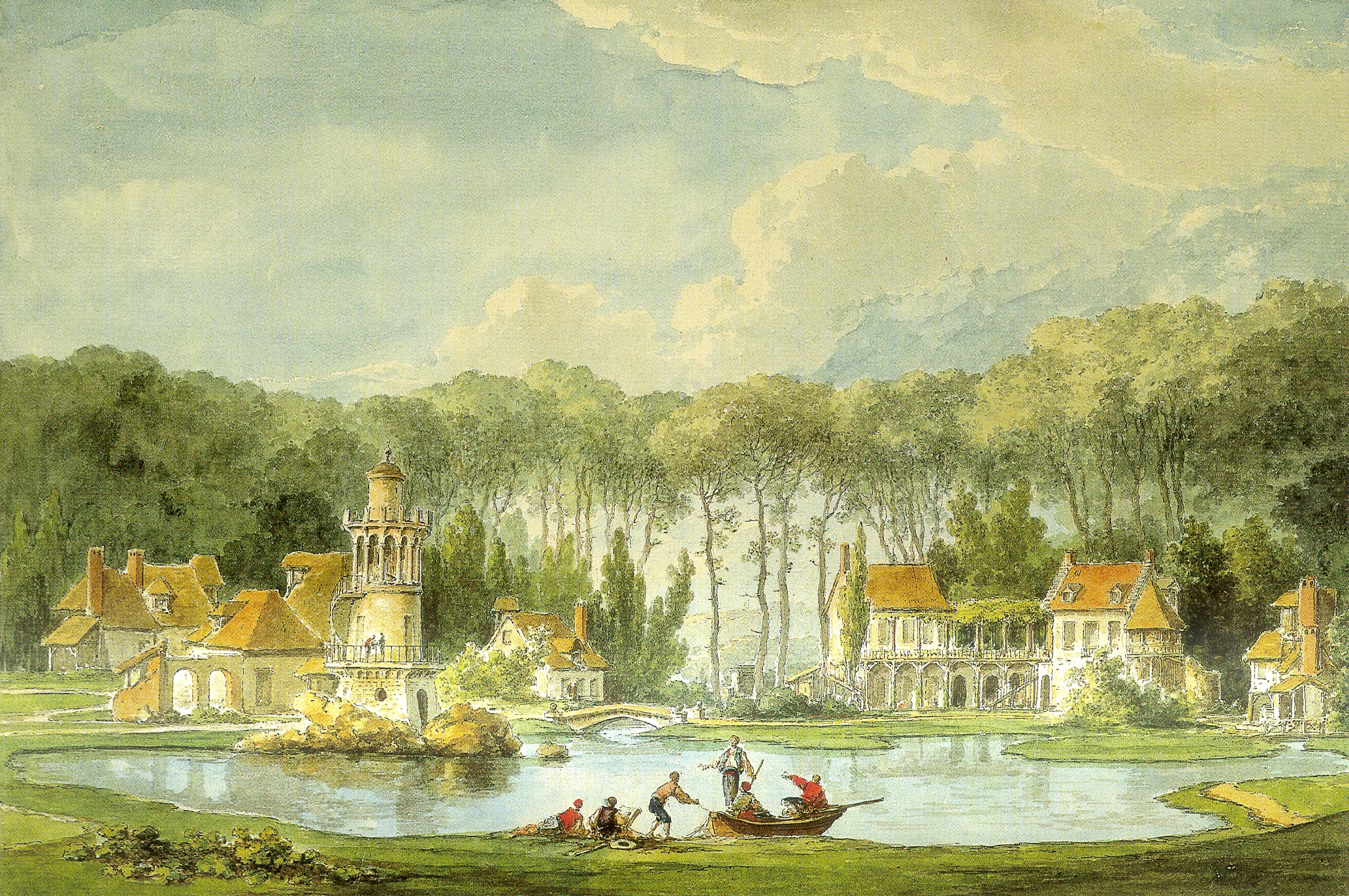
Hameau de la Reine u Malého Trianonu, dějiště opery; akvarel Clauda Louise z roku 1786

Děj se odehrává v létě roku 1788 v ovčárně „Hameau“ Malého Trianonu u Paříže. Markýza Josiane, která byla na dvoře Marie Antoinetty terčem posměchu kvůli svému šťastnému manželskému životu, pozvala do své chýše v Hameau na dostaveníčko rytíře de Varfleur, aby se u dvora mohla chlubit milostnou avantýrou stejně jako jiné dámy. Její manžel, markýz Folquet, se o tom dozvěděl a v chýši ji předstihl. Když markýza vstoupí, markýz předstírá spánek. Jeho žena nachází ke svému zděšení v chýši svého manžela. Myslí jen na to, jak by se ho zbavila, jenže silná bouře její záměr překazí. Nemá jiného východiska než pošeptat svému milenci, aby se ukryl na seníku. Její manžel, puzen zuřivou žárlivostí, podpálí chýši a všichni v ní uhoří.